# Моренне озеро

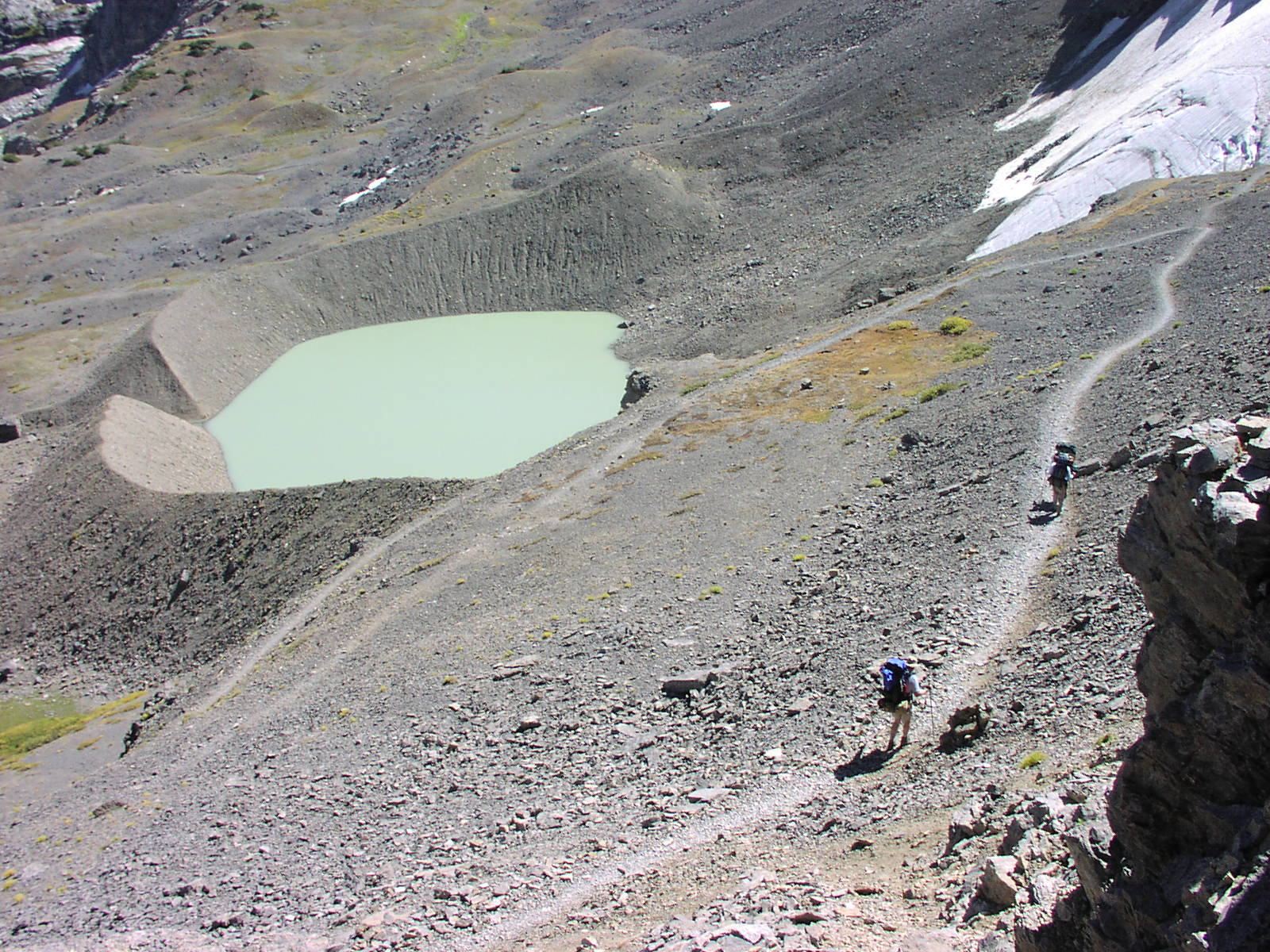
Моренне озеро, утворене перед кінцевою мореною відступаючого льодовика Скулрум в Національному парку Гранд-Тітон, Вайомінг, США.

Море́нне о́зеро — озеро, утворене в результаті загати річок (струмків) моренними відкладами.
1. Озеро в западині серед льодовикових відкладів у кінцевій або донній морені — континентального льодовика. Розповсюджені в областях давнього зледеніння.
2. Озеро, яке утворюється за валом морени, що залишена в долині відступаючим льодовиком. Трапляються в гірських районах.

Наприкінці останнього льодовикового періоду, приблизно 10 000 років тому, великі моренні озера були широко поширені у Північній півкулі.